# Barranc dels Quadros
El Barranc dels Quadros és un torrent afluent per la dreta de la Riera de Llanera.
Neix a ponent de l'Hostal Nou, i s'escola cap a la Riera de Llanera seguint la direcció predominant cap al sud. En el seu vessant dret deixa enrere, entre altres edificacions, les torres de Peracamps i de Vallferosa.

## Municipis per on passa
Des del seu naixement, el Barranc dels Quadros passa successivament pels següents termes municipals.
|                                        | Longitud (en m.) | % del recorregut |
| -------------------------------------- | ---------------- | ---------------- |
| Per l'interior del municipi de Llobera | 2.812            | 28,96%           |
| Per l'interior del municipi de Torà    | 6.899            | 71,04%           |

## Xarxa hidrogràfica
La xarxa hidrogràfica del Barranc dels Quadros està constituïda per 42 cursos fluvials que en total sumen una longitud de 42.179 m.

### Distribució municipal
El conjunt d'aquesta xarxa hidrogràfica transcorre pels següents termes municipals:

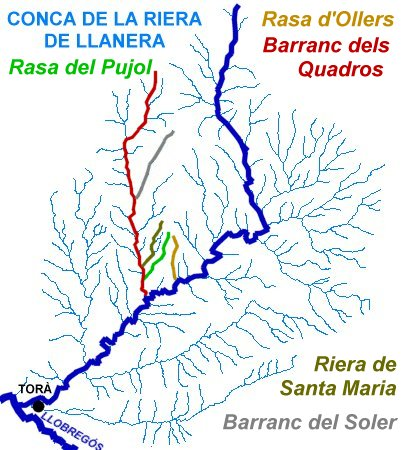
Conca de la riera de Llanera

| Municipi | Cursos o trams | Longitud que hi transcorre |
| -------- | -------------- | -------------------------- |
| Llobera  | 15             | 16.219 m                   |
| Torà     | 22             | 25.960 m                   |